# Ocuilan
Ocuilan és un municipi de l'estat de Mèxic. Ocuilan de Artega és el cap de municipi i principal centre de població d'aquesta municipalitat. Aquest municipi és a la part nord-occidental de l'estat de Mèxic. Limita al nord amb els municipis de Joquicingo i Capulhuac, al sud amb Ocuilan, a l'oest amb Malinalco i a l'est amb Morelos.